# علم خرونينغن
علم خرونينغن هو علم مقاطعة خرونينغن في هولندا. يتألف العلم من مزييح لشعاري النبالة لمدينتي خرونينغن ومدينة أوملاندن. حيث اشتقت الألوان الحمراء والبيضاء والزرقاء من شعار النبالة لأوملاندن والأخضر والأبيض من شعار نبالة مدينة خرونينغن . وضعت ألوان خرونينغن في مركز العلم لأظهار أنها المدينة المركزية في المقاطعة.
|  |  |

## الوصف
صمم العلم من قبل مجلس المقاطعة في 17 فبراير 1950. ويتألف العلم من أربع أرباع كل ربع في زاوية من العلم، الربع اليساري الأعلى واليميني الأسفل ذو لون أحمر، والربعين الباقيين بلون أزرق. يتمركز في منتصف العلم صليب أخضر محاط بإطار أبيض.